# Breutelia tabularis
Breutelia tabularis är en bladmossart som beskrevs av Dixon in Sim 1926. Breutelia tabularis ingår i släktet gullhårsmossor, och familjen Bartramiaceae. Inga underarter finns listade i Catalogue of Life.